# Signe de Rotés-Querol
 (février 2023).
Si vous disposez d'ouvrages ou d'articles de référence ou si vous connaissez des sites web de qualité traitant du thème abordé ici, merci de compléter l'article en donnant les références utiles à sa vérifiabilité et en les liant à la section « Notes et références ».
Le signe de Rotés Querol est un symptôme observé en rhumatologie au cours d'atteintes de l'articulation sacro-iliaque. Il a été décrit par le médecin catalan Jaume Rotés Querol (1921-2008) et Forestier en 1950.

## Diagnostic
On détecte cette affection à l'aide de l'imagerie médicale, qui montre une ossification du ligament longitudinal antérieur.

## Manœuvre
Il se recherche en se plaçant derrière le patient en appui sur une jambe (appui monopodal) et en appuyant verticalement sur ses épaules : le test est positif s'il reproduit la douleur du côté où se situe l'appui.

## Pathologies au cours desquelles il est rencontré
Le signe de Rotés-Querol est habituellement associé à une pathologie de l'articulation sacro-iliaque telle que la spondylarthrite ankylosante mais il s'agit d'un signe peu sensible et peu spécifique.